# Al Harker
Albert Harker, detto Al (Filadelfia, 11 aprile 1910 – Camp Hill, 3 aprile 2006), è stato un calciatore statunitense, di ruolo difensore.

## Carriera
Prese parte ai mondiali del 1934 con la Nazionale statunitense.